# Willy Otto
Willy Otto (* 7. November 1899; † nach 1955) war ein deutscher Staatsbeamter. Er amtierte von 1933 bis 1935 als Landrat des schlesischen Kreises Neumarkt.

## Leben und Tätigkeit
Otto absolvierte eine Ausbildung zum Diplomingenieur. 1930 wurde er zum Gewerbeassessor ernannt.
1933 wurde ihm das Amt des Landrats des Kreises Neumarkt übertragen. In seine Zeit wurde eine Reichsautobahn durch den Südteil des Kreises gelegt, die an den Dörfern Groß Peterwitz, Kostenblut, Zuckelnick und Peicherwitz sowie Eisendorf vorbeiführte. Zudem wurde das Kreishaus während seiner Amtszeit repariert und erhielt eine neue Gestalt.
Sein Nachfolger als Landrat wurde 1935 Georg von Schellwitz.
Während des Zweiten Weltkriegs gehörte Otto der Wehrmacht an. Es ist gesichert, dass Otto den Zweiten Weltkrieg überlebte, da er 1955 eine Zeugenaussage für ein damals gegen Udo von Woyrsch laufendes Ermittlungsverfahren wegen der am 1. und 2. Juli 1934 in Schlesien von der SS im Zuge des Röhm-Putsches durchgeführten Morde abgab.